# 约翰·温德尔·汤普森
约翰·温德尔·汤普森（英語：John Wendell Thompson，1949年4月24日—）是私有虚拟仪器的首席执行官及微软公司董事会的前董事长。他曾是IBM副总裁及赛门铁克公司的首席执行官。在他担任赛门铁克公司首席执行官期间，他是唯一曾领导过大型科技公司的非裔美国人。汤普森后来成为了微软董事会的独立董事，且在2014年2月4日他被任命为董事会主席。他负责寻找微软的下一任首席执行官，最后选中萨帝亚·纳德拉。

## 个人生活
约翰·温德尔·汤普森出生于新泽西州的迪克斯堡，祖先是黑奴出身，他曾在位于佛罗里达州的里维埃拉海滩的约翰·肯尼迪高中（现为阳光海岸社区高中）修习过。在1971年，他获得了佛罗里达农工大学工商管理学院的学士学位，且在1983年获得了麻省理工学院斯隆管理学院的工商管理硕士学位。

## 職業生涯
在1999年成為賽門鐵克公司的首席执行官前，28歲的湯普森在IBM擔任過包括銷售、市場營銷和軟件開發的高級行政職位，最後任職美國IBM的CEO，同時也是全球管理委員會的會員。
2002年9月，湯普森任命到美國的國家基礎設施諮詢委員會提供安全建議。
2005年，湯普森與其他三位合夥人在2005年購買了NBA金州勇士隊的20%股份。
2006年的富比士雜誌刊列了最高酬勞的首席执行官，湯普森以7184萬美元的薪資名列第八。
湯普森於2009年4月4日從首席执行官的職位退休，將公司的領導責任交給賽門鐵克總裁恩里克·薩利姆。

### 董事会成员
- 微软
- 联合包裹服务
- 希捷科技
- 佛罗里达农工大学團體
- 伊利诺伊州州长的人力资源咨询委员会
- 为美国而教
- Illumio[4]
- Liquid Robotics（英语：Liquid Robotics）[5]

2010年，因為湯普森在矽谷的教育貢獻，他在矽谷教育基金會的"開拓者和宗旨"(Pioneers & Purpose) 會中，獲得先鋒商業領袖獎，此獎表揚他在商業及教育的傑出表現。
2014年2月4日，湯普森接替比爾·蓋茨成為微軟的董事長，在此之前，湯普森已經擔任微軟董事會成員兩年，他說他加入董事會的是因為他已經"欽佩微軟很多，很多，很多年"。他還說他認為微軟是"我們國家裡，真正具標誌性的企業之一"。

## 政治活動
湯普森是歐巴馬在2008年選戰中的重要支持者，2009年1月，新聞來源指出歐巴馬總統正考慮讓湯普森擔任商務部長的職缺最後，參議員賈德·格雷格被選中此職務。同年2月12日星期四，格雷格撤銷了自己的任職權，湯普森再次成為潛在的候選，直到最後由駱家輝擔任此職。
2009年，眾議院議長南西·裴洛西任命湯普森至金融危機調查委員會。